# Прибуття Ванга
Прибуття Ванга — італійська науково-фантастична драма 2011 року. Сценаристи і режисери — брати Манетті. Прем'єра фільму відбулася на 68-му Венеціанському міжнародному кінофестивалі.

## Про фільм
Інопланетянин прибув на землю. Земна влада повинна з'ясувати його мотиви, у приділеної перекладачки є занепокоєння щодо мотивів і наслідків.

## Знімались
| Актор              | Роль         |
| ------------------ | ------------ |
| Енніо Фантастікіні | Курт         |
| Франческа Куттіка  | Гайя         |
| Антонелло Морроні  | Макс         |
| Родольфо Бальдіні  | Ренці        |
| Анджело Нікотра    | Генерал      |
| Марко Яннітелло    | поліцейський |